# Hoblersberg
Der Hoblersberg ist ein etwa 540 m ü. NHN hoher Berg im Murrhardter Wald weniger als 3 km südsüdwestlich der Stadtmitte von Murrhardt im baden-württembergischen Rems-Murr-Kreis.

## Lage und Beschreibung
Der völlig mit Wald bewachsene Hoblersberg erhebt sich am Südrand der Stadtgemarkung von Murrhardt, der Südwesthang liegt größtenteils schon in der Teilgemarkung Sechselberg der Nachbargemeinde Althütte. Es ist ein sich rund zwei Kilometer weit von Westen nach Ostnordosten erstreckender Höhenrücken mit einer Breite von überall weniger als drei Viertelkilometern, den der viel niedrigere und flachere Rißberg in dieser Richtung fortsetzt. Etwas dezentral auf dem westlich liegenden Gipfelplateau steht ein Höhenmesspunkt auf 539,9 m ü. NHN.
Etwas weniger als einen Kilometer im Norden des Bergs steht an seinem Fuß der Murrhardter Weiler Schwammhof, jeweils etwas über einen Kilometer im Osten dessen Weiler Vorderwestermurr, im Südsüdosten der Weiler Fautspach von Sechselberg und im Westsüdwesten dessen Weiler Hörschhof. Etwa mittig am Nordhang entspringt der Zufluss Großkehbach der oberen Murr, nahe am Übergang zum Rißberg dessen rechter Zufluss Kleinkehbach. Am Osthang entspringen nahe beieinander der Taubenbach zur obersten Murr und die Quelle von deren oberstem Laufast. Dem Südwestfuß entlang zieht der Langenwaldbach nordwestwärts, dem vom Hang herab ein Kamm kurzer rechter Gerinne zuläuft. Dieser ist der rechte Oberlauf des Hörschbachs, der sich unterm Westhang eine tiefe Waldklinge gegraben hat, an deren Ende er als letzter der die Bergflanken entwässernden Bäche in Murrhardt die Murr erreicht.
Der Hoblersberg besteht aus Stubensandstein (Löwenstein-Formation), an einigen Stellen liegen Sandsteinblöcke am Hang. Früher wurden zwei inzwischen schon lange aufgelassene kleine Steinbrüche am oberen Westabfall betrieben.

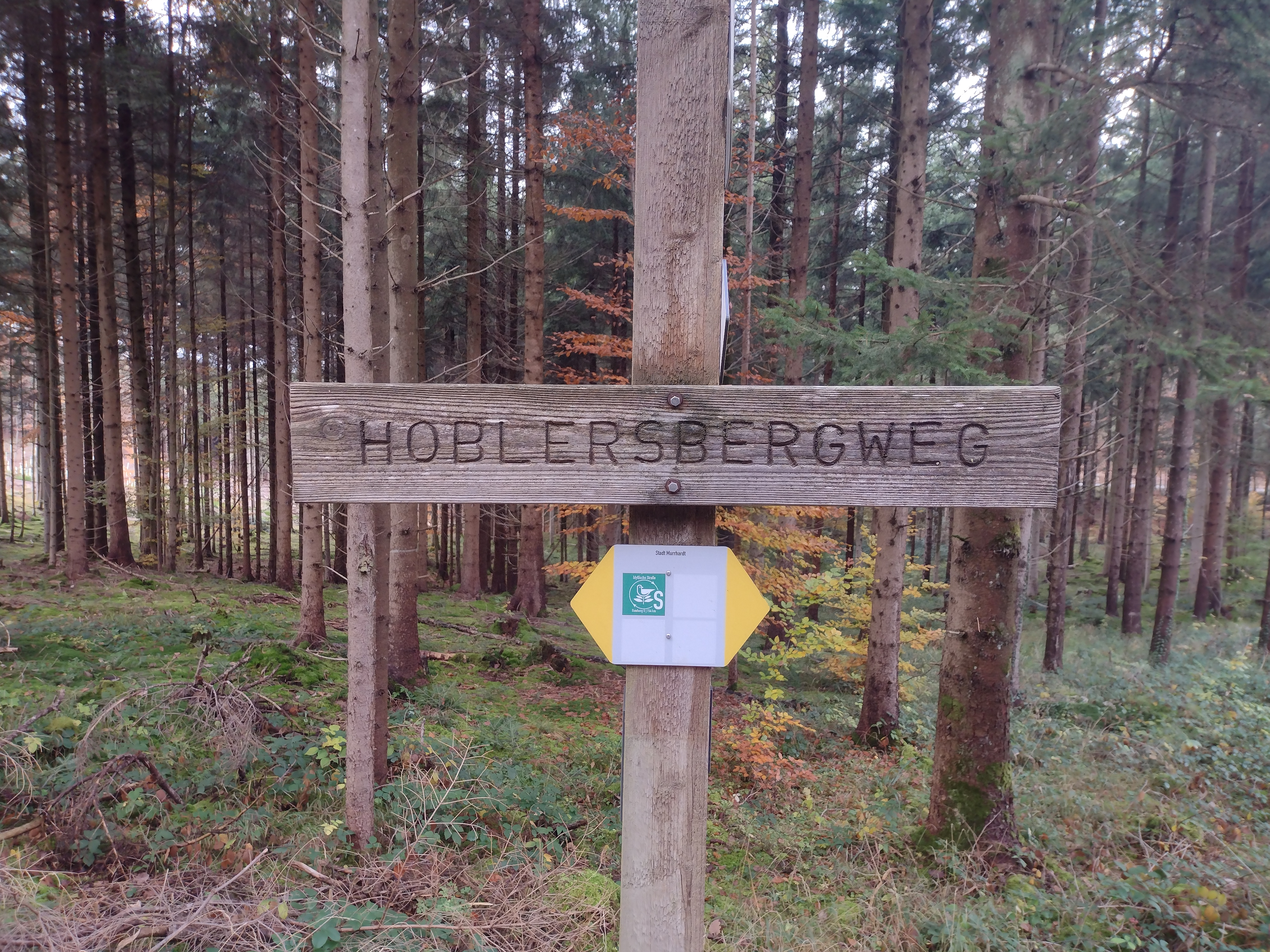
Wegschild am Hoblersberg

Wegen des den gesamten Berg bedeckenden Waldes gibt es vom Hoblersberg nur wenig Ausblick entlang der Schneise eines nach Nordosten abfallenden Waldweges.
Etwa 1,4 km südlich des Hoblersbergs steht nahe Sechselberg der Hohenstein, mit 572,7 m ü. NHN der höchste Berg des gesamten Murrhardter Waldes.
Der Hoblersberg steht überwiegend im Landschaftsschutzgebiet Murrhardter Wald. Am Nordhang und -fuß ist um den Schwammhof ein Wasserschutzgebiet eingerichtet, ein Teil des Südostfußes gehört zu einem weiteren und am Ostabfall soll (Stand 2021) ein drittes eingerichtet werden. Der Berg gehört wie der gesamte Murrhardter Wald zum Naturpark Schwäbisch-Fränkischer Wald.

### LUBW
Amtliche Online-Gewässerkarte mit passendem Ausschnitt und den hier benutzten Layern: Hoblersberg und Umgebung

Allgemeiner Einstieg ohne Voreinstellungen und Layer: Daten- und Kartendienst der Landesanstalt für Umwelt Baden-Württemberg (LUBW) (Hinweise)
1. 1 2  Höhe nach grauer Beschriftung auf dem Hintergrundlayer Topographische Karte.
2. ↑  Abstand abgemessen auf dem Hintergrundlayer Topographische Karte.
3. ↑  Schutzgebiete nach den einschlägigen Layern.

### Andere Belege
1. ↑  Hansjörg Dongus: Geographische Landesaufnahme: Die naturräumlichen Einheiten auf Blatt 171 Göppingen. Bundesanstalt für Landeskunde, Bad Godesberg 1961. → Online-Karte (PDF; 4,3 MB)
2. ↑  Geologie nach den Layern zu Geologische Karte 1:50.000 auf: Mapserver des Landesamtes für Geologie, Rohstoffe und Bergbau (LGRB) (Hinweise). Ein ähnliches Bild bietet die unter → Literatur aufgeführte geologische Karte.
3. ↑  Frühere Steinbrüche nach:
  - Meßtischblatt 7023 Murrhardt von 1903 in der Deutschen Fotothek